# Nyssorhynchus
Nyssorhynchus (лат.) — подрод кровососущих комаров рода малярийных комаров (Anopheles). некоторые систематики повышают статус этой группы до уровня рода.

## Описание
Отличается от близкого подрода Kerteszia отсутствием тёмных продольных полосок на среднеспинке. Задний край щитка в светлых чешуках. Поперечные жилки между субкостальной и радиальной жилками и жилки между разными ветвями радиальной жилки расположены ближе друг к другу. Тёмное пятно из чешуек около плечевой жилки отсутствует. Субкостальная жилка заканчивается до середины субкостального бледного пятна. На задних лапках третий и четвёртый членики полностью белые. Личинки и куколки отличаются формой и расположением щетинок на теле. Многие виды внутри подрода можно различить только по гениталиям самцов.

## Биология
Личинки развиваются в различных пресных водоёмах и водотоках. Только Anopheles aquasalis встречающийся в солоноватых мангровых болотах, хотя может обитать и в пресной воде. Личинки Anopheles triannulatus обитают в розетках листьев водного растения пистии. Самки питаются кровью птиц и млекопитающих, включая человека, преимущественно в тёмное время суток и сумерках.
Ряд видов являются переносчиками малярийного плазмодия. В бассейне реки Амазонки к основным переносчикам относят Anopheles darlingi. Малярию человека могут переносит также, имеющие высокую численность виды, Anopheles albimanus, Anopheles albitarsis, Anopheles aquasalis, Anopheles marajoara и Anopheles nuneztovari. Некоторые виды переносят арбовирусы и нематод, например нитчатку Банкрофта.

## Классификация
Насчитывает по разным оценкам от 39 до 44 видов. Внутри подрода выделяют три секции видов: albimanus, argyritarsis и myzorhynchella. Имеются также виды, которые пока нельзя отнести ни к одной из этих секций.

## Распространение
Встречаются преимущественно в Неотропике, один вид (Anopheles albimanus) заходит на юг Неарктики.